# Dulcinea (planeta)
Dulcinea (también conocido como Mu Arae c) es el segundo planeta extrasolar que se descubrió en órbita alrededor de la estrella subgigante amarilla Cervantes. Situado en la constelación de Ara, a una distancia aproximada de 49,8 años luz de la Tierra, Dulcinea es el primer planeta en distancia desde su estrella de los cuatro planetas conocidos que componen el sistema planetario. Su descubrimiento fue anunciado el 25 de agosto de 2004.

## Descubrimiento
Ninguno de los cuatro planetas que orbitan Cervantes son visibles desde la Tierra por medios directos basados en la tecnología disponible actualmente; todos ellos fueron hallados mediante el estudio de la velocidad radial de su estrella. El descubrimiento de Dulcinea se realizó con la ayuda del espectrómetro HARPS (High Accuracy Radial velocity Planet Searcher, en inglés; Buscador de Planetas por Velocidad Radial de Alta Precisión, en español), en el European Southern Observatorydel Observatorio de La Silla, Chile. Los datos que revelaron la presencia del planeta fueron reunidos mediante las observaciones efectuadas durante ocho noches en junio de 2004.

## Órbita y masa
La órbita del planeta se halla muy cercana a Cervantes, por lo que logra completarla cada 9,6 días. Al momento del descubrimiento se creyó que su masa mínima era de sólo 14 veces la de la Tierra, aunque análisis posteriores han establecido que su masa equivale a 10,5 veces la masa terrestre.
Suponiendo que su masa verdadera sea similar a la de Neptuno y Gliese 436 b, en teoría el tamaño máximo de un planeta terrestre sería de 14 veces el de la Tierra. Es posible que se haya formado un planeta rocoso de este tamaño, ya que Cervantes cuenta con una metalicidad superior a la de nuestro Sol. Además, se cree que se habría formado dentro de la «línea de nieve» del sistema, a 3,2 UA. No obstante, las distintas hipótesis de creación del sistema coinciden en que el planeta luego habría atraído grandes cantidades de elementos volátiles antes de que su estrella pudiese eliminar el hielo, por lo que ahora tendría un núcleo de tan solo 6 veces la masa terrestre. Posiblemente, dicho núcleo se encuentre envuelto en el suficiente hielo caliente y gases para que el comportamiento del planeta se asemeje más al de Neptuno.
Dulcinea se halla demasiado lejos de su estrella para estar sujeto a eyecciones de masa coronal. Existen desacuerdos dentro de la comunidad científica con respecto a si se trata o se trató de un neptuno caliente en cuanto a su masa (Lammer); o si podría haberse desarrollado a partir de un gigante gaseoso, perdiendo la mayoría de su masa en el proceso (Baraffe). En el caso de tratarse de un gigante gaseoso «erosionado», su estrella habría transformado a Dulcinea a partir de un protoplaneta de gran tamaño que habría tenido entre 20 veces la masa de la Tierra y la mitad de la masa de Júpiter. Si la última suposición fuese la correcta, su radio actual sería de unas 0,6 veces el de Júpiter.
Debido a su proximidad a Cervantes, la temperatura del planeta debe ser alta. Sus descubridores optaron por un albedo de 0,35 (algo más leve que otros albedos elegidos para calcular la temperatura de júpiteres calientes como, por ejemplo, tau Bootis b. Posiblemente, esto se deba a que los descubridores suponen que el planeta se trata de una supertierra de silicato desprovista de nubes y una atmósfera espesa con dispersión de Rayleigh. De ser así, la temperatura en la superficie rondaría los 900 K. Siguiendo un esquema de Sudarsky tipo III o IV con nubes oscuras y/o una atmósfera espesa (que es lo más probable), la temperatura sería mucho mayor.
Las posibilidades de que en este planeta exista vida tal como la conocemos son extremadamente bajas.